# Regiony Finlandii

Regiony Finlandii

Finlandia jest podzielona na 19 regionów (fiń. maakunta, szw. landskap). 
Organami zarządzającymi są rady prowincjonalne. 

## Regiony
1. Laponia (Lappi / Lappland)
2. Ostrobotnia Północna (Pohjois-Pohjanmaa / Norra Österbotten)
3. Kainuu (Kainuu / Kajanaland)
4. Karelia Północna (Pohjois-Karjala / Norra Karelen)
5. Sawonia Północna (Pohjois-Savo / Norra Savolax)
6. Sawonia Południowa (Etelä-Savo / Södra Savolax)
7. Ostrobotnia Południowa (Etelä-Pohjanmaa / Södra Österbotten)
8. Ostrobotnia (Pohjanmaa / Österbotten)
9. Pirkanmaa (Pirkanmaa / Birkaland)
10. Satakunta (Satakunta / Satakunda)
11. Ostrobotnia Środkowa (Keski-Pohjanmaa / Mellersta Österbotten)
12. Finlandia Środkowa (Keski-Suomi / Mellersta Finland)
13. Finlandia Właściwa (Varsinais-Suomi / Egentliga Finland)
14. Karelia Południowa (Etelä-Karjala / Södra Karelen)
15. Päijät-Häme (Päijät-Häme / Päijänne Tavastland)
16. Kanta-Häme (Kanta-Häme / Egentliga Tavastland)
17. Uusimaa (Uusimaa / Nyland)
18. Kymenlaakso (Kymenlaakso / Kymmenedalen)
19. Wyspy Alandzkie (Ahvenanmaa / Åland)

1 stycznia 2011 r. zniesiono region Itä-Uusimaa (Itä-Uusimaa / Östra Nyland), włączając jego obszar do regionu Uusimaa.